# ماسیمو دالامانو
ماسیمو دالامانو (ایتالیایی: Massimo Dallamano؛ ۱۷ آوریل ۱۹۱۷–۴ نوامبر ۱۹۷۶) کارگردان، فیلم‌نامه‌نویس و فیلم‌بردار اهل ایتالیا بود.
وی کارگردان فیلم‌هایی همچون آنی، آنی، مرگ جنسیت ندارد، ونوس خزپوش، چه بر سر سولانژ آوردی؟، دوریان گری، هیرود بزرگ ، به خاطر یک مشت دلار و فیلم‌بردار و کارگردانی فیلم‌های یک مشت دلار، معصومیت و هوس و به خاطر چند دلار بیشتر بوده‌است.